# Tot TV
Tot TV (estilitzat TOT TV) és una cadena de televisió catalana en obert, que opera en tota la província de Lleida i se centra en les temàtiques de turisme i lleure.
És propietat de Cadena Pirinenca de Ràdio i Televisió, la qual posseeix la cadena Pirineus TV i la ràdio Pròxima FM, i usa les freqüències atorgades a Lleida TV Digital per a la seva emissió en televisió digital terrestre (TDT). Forma part del grup Lleida Pirineus Media Holding, que també és l'editor del diari Segre, i emeten tota la programació en català. Emet programes divulgatius sobre la província, així com el foment del patrimoni de la zona i la cohesió territorial.
A l'estiu de 2019, Lleida TV i TOT TV van arribar a un acord en el qual Lleida TV emet en les seves freqüències a canvi que TOT TV mantingui el seu nom. D'aquesta manera Lleida TV emet en tota la Província de Lleida, ja sigui amb les seves pròpies freqüències o amb les freqüències de TOT TV. Fins a dia d'avui en les freqüències que ocupava Tot TV s'emet contingut de Lleida televisió malgrat que aquest canal encara manté el nom de Tot TV però el logo ja és el de Lleida TV. La freqüència que ocupa l'antic canal Tot TV està adjudicat a Prensa Leridana propietari de Lleida Televisió.
El 24 de febrer de 2025, coincidint amb la celebració del Mobile World Congress a Barcelona,Tot TV va ser subtitulat per Mobile World Live , el canal oficial de l'esdeveniment. Aquest canvi es va dur a terme per tal d'oferir una cobertura en temps real de les novetats del congrés a una audiència global. La col·laboració amb Mobile World Live va permetre una transmissió en directe de les activitats del congrés, incloent-hi conferències, presentacions i esdeveniments especials.

## Freqüències
Les freqüències per on emet el canal són les següents:
Amb la freqüència de TOT TV
- 27UHF: Segrià
- 33 UHF: Alto Pirineu i Aran

Amb la freqüència de Lleida TV
- 24 UHF: Terres de Ponent
- 41 UHF: Vall d'Aran